# Googie Withers
Georgette Lizette "Googie" Withers, CBE (Carachi, 12 de março de 1917 – Sydney, 15 de julho de 2011) foi uma atriz britânica.

## Biografia
Iniciou a carreira no cinema em 1929 e atuou na televisão, teatro e cinema. Entre seus principais filmes estão: "The Lady Vanishes" (1938), "Convict 99" (1938), "Dead of Night" (1945), "Night and the City" (1950) e "Shine" (1996), sua última atuação para o cinema.